# Abel Parente
Abel Parente foi um médico do Rio de Janeiro, membro fundador da Sociedade de Medicina e Cirurgia do Rio de Janeiro. Defendeu uma tese considerada, de certa forma, revolucionária e imoral, mesmo para a época, a proposta da esterilização feminina, então considerada como ameaça social capaz de desestabilizar os fundamentos da moral e da ordem burguesa.
Passara a viver em 1910 na casa do barão de Mauá, em São Cristóvão, onde antes D. Pedro I instalara sua amante, a Marquesa de Santos.
Parente foi acusado, entre outras coisas, de desviar a mulher do seu destino 'natural', tendo ocasionado a loucura de algumas das suas pacientes. "Apresentando-se como os defensores da moralidade pública, os médicos acusavam Parente de um crime de lesa-pátria ao praticar a esterilização. Confundia-se propositadamente a prática da esterilização com a do aborto.
Como a sexualidade feminina era assunto que não pertencia ao poder decisório das mulheres, mas ao dos médicos e dos maridos, a esterilização passava a ser considerada crime contra a natureza. Provocava o descontrole da sexualidade, surgindo a loucura, a imoralidade (prostituição) e a crise da instituição familiar. Entrando em conflito com sua verdadeira natureza e predestinação — a procriação — a mulher provocava não só a sua desordem interna corporal, mas a desordem social.
Tais os argumentos do dr. Públio de Mello, da Sociedade de Higiene do Brasil, que desencadearam o debate público com o dr. Francisco de Castro, da Diretoria Sanitária, e com o Dr. Abel Parente. Surgiram perguntas como se não seria o controle da sexualidade e o livre-arbítrio do casal mais moral do que a multiplicação indefinida da prole, abandonada aos cuidados da sociedade? A indagação, envolvendo a idéia da mulher como sujeito das decisões, era revolucionária. A polêmica aumentou na primeira década de 1900, abrangendo questões de ética, direito, criminalidade, publicidade, feminismo, sexualidade, estética, natalidade, malthusianismo e eugenia, no campo da medicina e da saúde pública.